# Uomo universale

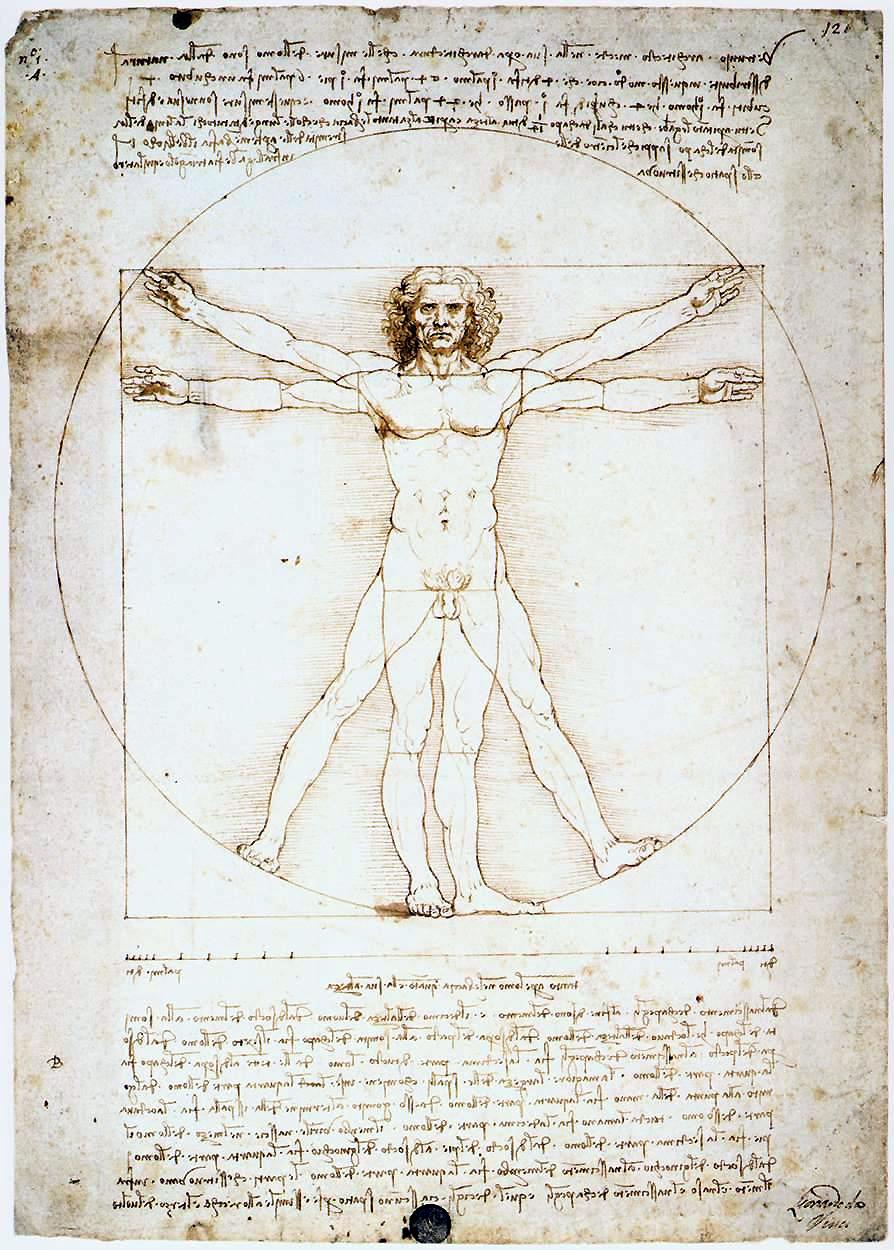
Vitruviusman van Leonardo da Vinci

Uomo universale (Italiaans: universele mens) of (Latijn) homo universalis is een term waarmee een erudiet persoon (mannelijk of vrouwelijk) wordt aangeduid die al zijn faculteiten en vaardigheden ontwikkelt, dus bijvoorbeeld een goed ontwikkeld atletisch lichaam, maar ook een scherp verstand en bekwaamheden op veel gebieden, met name in de kunsten.
Uomo universale is een ideaal dat zich vooral in de renaissance ontwikkelde, geïnspireerd op Leon Battista Alberti's uitspraak "een mens kan alles doen, als hij maar wil". Dit kaderde in het mensbeeld van de renaissancehumanisten die met hun opvoedingsprogramma alle mogelijkheden die de mens heeft, tot op een hoog niveau wilden ontplooien. Alberti was zelf trouwens een getalenteerd architect, kunstenaar, geleerde en schrijver. Aristoteles wordt gezien als de eerste uomo universale. Meestal wordt echter Leonardo da Vinci als de belichaming van het ideaal van de uomo universale genoemd. In wezen grepen de renaissancehumanisten terug op het Oudgriekse vormings- en opvoedingsideaal, "paideia" (παιδεία), waarbij studenten een brede scholing kregen in onderwerpen als retorica, grammatica, muziek, filosofie, aardrijkskunde, natuurlijke historie, wiskunde, natuurkunde en gymnastiek. Ook hier werd het ideaal nagestreefd van een zo volledig mogelijke ontwikkeling die recht deed aan de ware menselijke aard. Tegenwoordig is het moeilijk om in meerdere ongerelateerde wetenschappen bedreven te zijn, omdat er veel meer specialisatie is, met aanzienlijk meer inhoud per vak.